# Jānis Lūsis
Jānis Lūsis, född 19 maj 1939 i Jelgava, Lettland, död 29 april 2020 i Riga, var en lettisk spjutkastare som tävlade för Sovjetunionen.
Han blev olympisk guldmedaljör vid olympiska sommarspelen 1968 i Mexico City, och tog OS-silver i spjutkastning vid friidrottstävlingarna 1972 i München. Han var gift med den olympiska mästarinnan i spjutkastning Elvīra Ozoliņa.